# پروداکشن آی. جی
پروداکشن آی. جی (به ژاپنی: 株式会社 プロダクション・アイジー Kabushiki-gaisha Purodakusyon Ai Jī، به انگلیسی: Production I.G. , Inc.‎) یک استودیوی پویانمایی ژاپنی است. این شرکت را میتسوهیسا ایشیکاوا به‌همراهی تاکایوکی گوتو در ۱۵ دسامبر ۱۹۸۷ تحت نام IG Tatsunoko Limited تأسیس کرد. نام شرکت در سال ۱۹۹۳ به Production I.G‎ تغییر یافت. دو حرف I و G در نام شرکت از نام دو مؤسس آن، ایشیکاوا (Ishikawa) و گوتو (Goto) مشتق می‌شود.

## محصولات
- خون+
- شبح درون پوسته
- هیگاشی نو ادن
- هایکیو
- سایکو- پاس
- موریاتی وطن‌پرست